# Pro Wrestling (jeu vidéo, 1986, Nintendo)
Pour les articles homonymes, voir Pro Wrestling.
Pro Wrestling (プロレス, Puroresu) est un jeu vidéo de catch développé par Nintendo. Il est sorti au Japon en 1986 sur Famicom Disk System, puis en 1987, aux États-Unis et en Europe, sur Nintendo Entertainment System.
Le jeu fut codé par Masato Matsuda pour Nintendo, après qu'un portage de Exciting Hour ne tombe à l'eau ; Matsuda créa et programma le jeu seul, et un de ses amis créa les personnages et leurs animations de prises. Matsuda quitta Nintendo avant la sortie du jeu pour travailler chez TRY, qui devint rapidement Human Entertainment ; là-bas, il créa la série de jeux Fire Pro Wrestling, qui commença avec Fire Pro Wrestling Combination Tag en 1989.

## Système de jeu
Le joueur incarne un catcheur de la fédération fictive VWA (AWA dans la version japonaise). Il y a 6 catcheurs sélectionnables dans le jeu : Fighter Hayabusa, Star Man, The Amazon, King Slender, Great Puma, et Kin Korn Karn. Chaque personnage a ses coups spéciaux qui lui sont propres. Le personnage de The Amazon est un personnage de heel monstrueux, qui utilise des coups interdits ; ce personnage était particulièrement important pour Matsuda, qui remarquait que les joueurs étaient attirés par l'option d'incarner un méchant, et a voulu faire en sorte que les méchants soient un choix aussi viable et intéressant que les gentils.
En mode 1 joueur, le joueur doit gagner ses matchs contre cinq adversaires, de difficulté croissante, avant d'affronter le champion, King Slender (ou Giant Panther si le joueur a choisi King Slender). Après avoir gagné le titre, le joueur doit le défendre 10 fois (2 fois pour chaque adversaire). Un dernier combat s'effectue alors, contre The Great Puma, un boss de grande difficulté (tous ses coups sont spéciaux) qui ne peut pas être choisi comme personnage dans le menu principal. The Great Puma est le champion de la fédération (fictive) Video Wrestling Federation ; gagner ce combat fait du joueur le champion interpromotionnel VWA/VWF, et termine le jeu.
On peut donner des coups de pied, des coups de poing, et des attaques lancées ; les catcheurs peuvent également se saisir par les épaules pour effectuer des prises comme des surpassements ou des souplesses. Les catcheurs peuvent également monter sur les cordes pour des attaques aériennes. Pendant le match, l'endurance des catcheurs varie et décroît en fonction des prises ; lorsqu'un catcheur devient fatigué, un son particulier se fait entendre, et les prises appliquées deviennent plus dévastatrices (brainbuster, marteau-pilon, etc.). Un catcheur au sol peut être relevé pour porter plus de prises, ou on peut tenter le tombé ; l'arbitre doit alors courir vers l'endroit du ring où le tombé se passe (ce qui peut donner un peu plus de temps pour se dégager), puis compter jusqu'à trois. On peut sortir du ring, mais il faut rentrer avant le compte de 20 (comme dans les règles au Japon) pour ne pas perdre le match. Les matchs en mode 1 joueur ont une limite de temps de 5 minutes. 

## Accueil
Le magazine Computer Gaming World lui décerna le titre de meilleur jeu de sport de 1988 pour la Nintendo, en louant "ses graphismes, ses animations réalistes de prises de catch, et l'action non-stop". Le magazine japonais Famitsu a écrit que le jeu a été numéro 1 aux États-Unis pendant environ 2 mois.
En France, Tilt le compare favorablement au jeu de Sega du même nom sorti simultanément sur Master System. Le magazine note dans un test que les graphismes sont "plus élaborés" et les animations sont "performantes", mais les commandes sont jugées "déficientes", notamment à cause du fait que les prises accessibles changent en fonction de la position sur le ring. Il lui attribue la note de 11/20. Le magazine note également dans un comparatif le mois suivant que le jeu est le meilleur des jeux de catch sur console ; l'animation "manque de souplesse" mais les contrôles sont "précis" et le jeu est très lisible. Arcades le compare également favorablement au jeu Sega ; les graphismes sont "assez corrects" et la musique est "pas mal", et le magazine lui attribue la note de 13/20. Le magazine Génération 4 lui attribue la note de 79%, notant un répertoire de prises "assez exceptionnel", et un jeu "très amusant" à 2 joueurs, mais difficile contre l'ordinateur.

## Culture populaire
Lorsque le joueur bat un adversaire, il apparaît le message "A WINNER IS YOU" (littéralement "Un gagnant est vous" pour dire que l'on a gagné). Cette citation dans un anglais maladroit, considérée comme involontairement comique, est devenue très populaire et est l'un des exemples d'engrish les plus célèbres dans le monde du jeu vidéo.
Le personnage de The Amazon fait une apparition dans Wario Ware.
Le catcheur Joey Janela a commencé sa carrière en incarnant le personnage de Starman pour la promotion Pro Wrestling Syndicate ; il portait un costume qui masquait son visage avec une étoile.
Un T-Shirt du catcheur John Cena fait directement référence au jeu, en parodiant la jaquette pour y insérer John Cena.